# Фіксики: Великий секрет
Фіксики: Великий секрет (рос. Фиксики: Большой секрет) — російська повнометражна анімаційна стрічка 2017 року, виробництва студії «Аероплан».
Прем'єра в Україні та у світі відбулася 28 жовтня 2017 року.

## Сюжет
Вам здається, що все працює, тому що ми так хочемо? І Ви думаєте, що існують тільки великі люди? А ось і ні. Є також маленькі фіксики, без яких наше життя було би просто неможливим. Вони знають як влаштовано все в наших будинках і можуть полагодити все, що завгодно. Вони неймовірно розумні і мають багато навичок. Тільки один хлопчик Дім Дімич знає про їхнє існування, інші люди тільки підозрюють, що є якісь маленькі чоловічки.
Один із геніальних фіксиків створив спеціальний апарат, який може переміщувати їх з одного місця в інше. Використовуючи новий винахід, вони можуть долати будь-які відстані. Все, що їм треба – електричний дріт, проведений від однієї точки маршруту до іншої. Але в певний момент щось починає йти не так. Складний прилад дає збій та змінює зовнішність і характер доброго фіксика Файєра. Чи зможуть сміливі герої виправити небезпечну ситуацію?

## Акторський склад
| Актор                                              | Роль                                                  |
| Фіксики                                            | Фіксики                                               |
| -------------------------------------------------- | ----------------------------------------------------- |
| Дмитро Назаров                                     | Дідус                                                 |
| Олександр Пушной                                   | Фіксик нового покоління (Фаєр-монстр)                 |
| Лариса Брохман                                     | Сімка                                                 |
| Петро Іващенко                                     | Татус                                                 |
| Інна Корольова                                     | Мася                                                  |
| Катерина Семенова                                  | Верта                                                 |
| Варвара Обідор                                     | Шпуля                                                 |
| Прохор Чеховський                                  | Фаєр                                                  |
| Станіслав Євсин                                    | Ігрик                                                 |
| Яков Васильєв (у титрах на початку - Яша Васильєв) | Нолик                                                 |
| Люди                                               |                                                       |
| Петро Іващенко                                     | Тато ДімДімича                                        |
| Лариса Брохман                                     | Мама ДімДімича                                        |
| Діомід Виноградов                                  | Геній Євгенович Чудаков (у титрах - Професор Чудаков) |
| Варвара Обідор                                     | Ліза                                                  |
| Катерина Семенова                                  | Диктор                                                |
| Діти                                               |                                                       |
| Фелікс Головнин                                    | ДімДімич                                              |
| Дар'я Колбасеєва                                   | Катя                                                  |

## Маркетинг
Оригінальний трейлер вийшов 27 грудня 2016 року на офіційному каналі фіксиків на YouTube.
Український офіційний трейлер вийшов 17 жовтня 2017 року на офіційному каналі дистриб'ютора Ukrainian Film Distribution.

## Продовження
20 липня 2017 року представники ПрАТ «Аероплан» оголосили, що вже розпочато розробку і виробництво другої частини фільму задовго до того, як в прокат вийде перша частина.
21 грудня 2019 року вийшла 2 частина фіксики проти кработів